# NGC 4600
NGC 4600 é uma galáxia lenticular (S0) localizada na direcção da constelação de Virgo. Possui uma declinação de +03° 07' 04" e uma ascensão recta de 12 horas, 40 minutos e 22,9 segundos.
A galáxia NGC 4600 foi descoberta em 30 de Abril de 1786 por William Herschel.